# Trofeo Laigueglia 1983
Il Trofeo Laigueglia 1983, ventesima edizione della corsa, si svolse il 22 febbraio 1983, su un percorso di 160 km. La vittoria fu appannaggio dell'italiano Claudio Torelli, che completò il percorso in 4h00'00", precedendo il tedesco Gregor Braun e il belga Willy Vigouroux.
I corridori che presero il via da Laigueglia furono 142, mentre coloro che portarono a termine il percorso sul medesimo traguardo furono 90.

## Ordine d'arrivo (Top 10)
| Pos. | Corridore            | Squadra               | Tempo    |
| ---- | -------------------- | --------------------- | -------- |
| 1    | Claudio Torelli      | Sammontana-Campagnolo | 4h00'00" |
| 2    | Gregor Braun         | Vivi-Benotto          | s.t.     |
| 3    | Willy Vigouroux      | Sammontana-Campagnolo | s.t.     |
| 4    | Adrie van der Poel   | Jacky Aernoudt        | s.t.     |
| 5    | Alessandro Paganessi | Bianchi-Piaggio       | s.t.     |
| 6    | René Koppert         | Termolan-Galli-CIÖCC  | s.t.     |
| 7    | Roberto Visentini    | Inoxpran-Lumenflon    | s.t.     |
| 8    | Jean-Marie Wampers   | Euro Shop-Splendor    | s.t.     |
| 9    | Eddy Planckaert      | Euro Shop-Splendor    | s.t.     |
| 10   | Gery Verlinden       | Euro Shop-Splendor    | a 25"    |